# Krośniewice
Pour la gmina, voir Krośniewice (gmina).
Krośniewice (prononciation [krɔɕɲɛˈvʲit͡sɛ]) est une ville située dans le powiat de Kutno, dans la voïvodie de Łódź, située dans le centre de la Pologne. 
Elle est le siège administratif (chef-lieu) de la gmina de Krośniewice .
Krośniewice se situe à environ 15 kilomètres (km) au nord-ouest de Bełchatów (siège du powiat) et à 53 kilomètres au sud-ouest de Łódź (capitale de la voïvodie).
Sa population s'élevait à 4 647 habitants en 2006 repartie sur une superficie de 2,96 km2.

## Histoire
Krośniewice a obtenu le statut de ville en 1442, jusqu'en 1870. À partir de 1926, elle redevient une ville.
La ville possédait environ 3 500 résidents en 1926. Durant la Seconde Guerre mondiale, Krośniewice a été occupée par l'armée allemande le 16 septembre 1939. Comme beaucoup de villes et cités en Pologne, la ville a hébergé un ghetto, où la population juive de la ville a été confinée avant d'être envoyée dans les camps de la Mort.

## Administration
De 1975 à 1998, le village était attaché administrativement à l'ancienne voïvodie de Płock.

Depuis 1999, il fait partie de la nouvelle voïvodie de Łódź.